# Tominšek
Tominšek je priimek več znanih Slovencev:
- Anka Tominšek (*1935), pravnica, družbena delavka
- Fran Tominšek (1868—1943), pravnik, planinec in planinski organizator
- Helena Tominšek (Helena Stupan) (1900—1992), germanistka, šolnica, pred. FF
- Josip Tominšek (1876—1954), jezikoslovec, literarni zgodovinar in planinec
- Sonja Tominšek (1939—2018), plavalka
- Stanko Tominšek (1895—1961), pravnik in alpinist, planinski fotograf in filmski snemalec
- Tadeja Tominšek Čehulić (prej?-Rihtar), arhivistka
- Teodor Tominšek (1902—1996), pravnik, sodnik, predsednik Vrhovnega sodišča LRS
- Viktor Tominšek (1909—1998), zdravnik okulist
- Vlasta Tominšek (1906—1997), jezikoslovka, rusistka
- Zora Polak Tominšek (1904—1975), pravnica